# Stazione di Toyotashi
La Stazione di Toyotashi (豊田市駅?, Toyotashi-eki) è una stazione ferroviaria di Toyota, Aichi.

## Linee

### Treni
- Ferrovie Meitetsu
  - ■ Linea Meitetsu Mikawa
  - ■ Linea Meitetsu Toyota

## Intorno alla stazione
- Stazione di Shin-Toyota - ■ Aichi Loop Line
- Grandi magazzini Matsuzakaya Toyota (松坂屋豊田店, 1 minuti a piedi[1])
- Municipio di Toyota (6 minuti a piedi)
- Toyota Stadium (15 minuti a piedi[2])

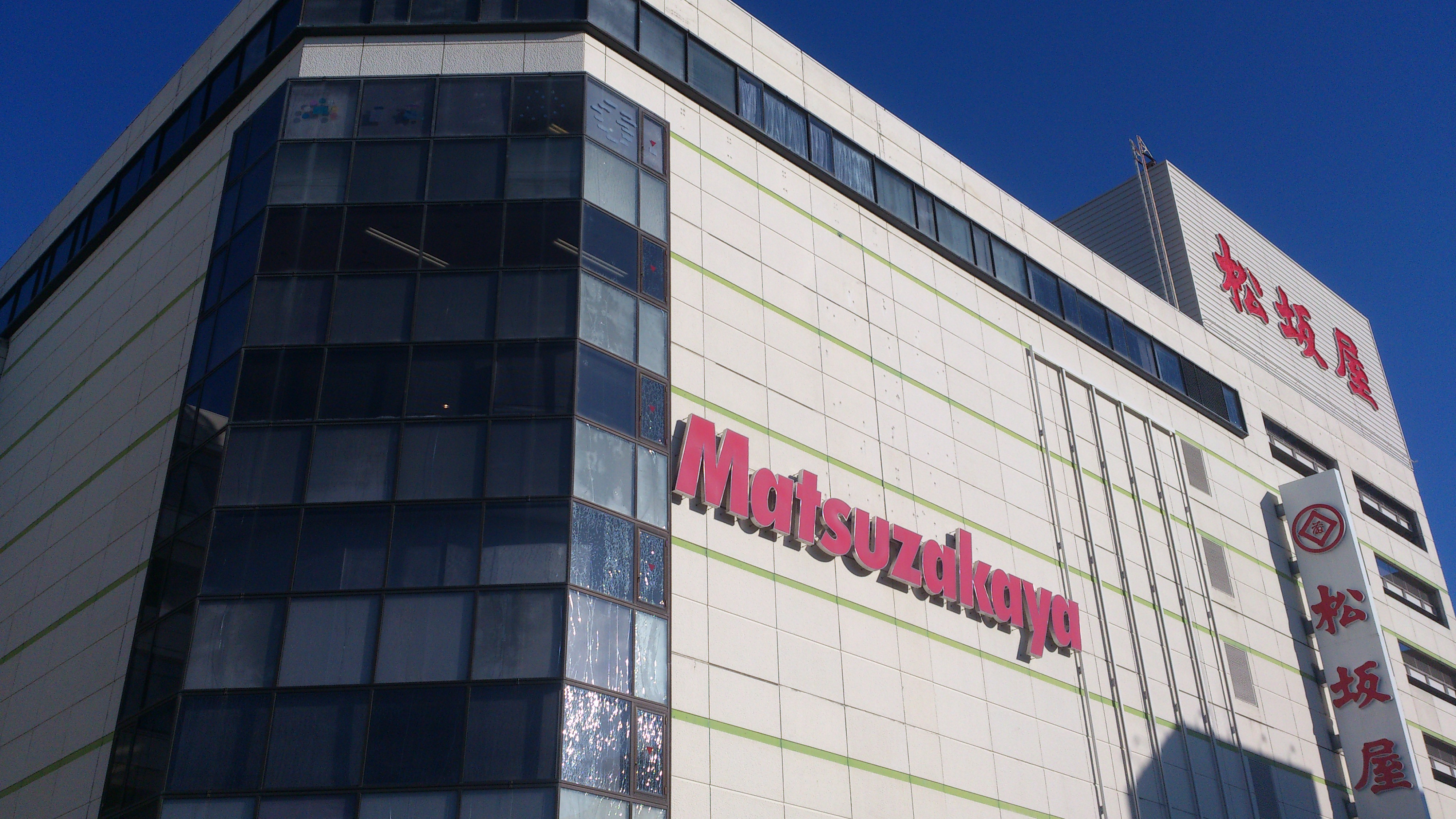
Matsuzakaya Toyota
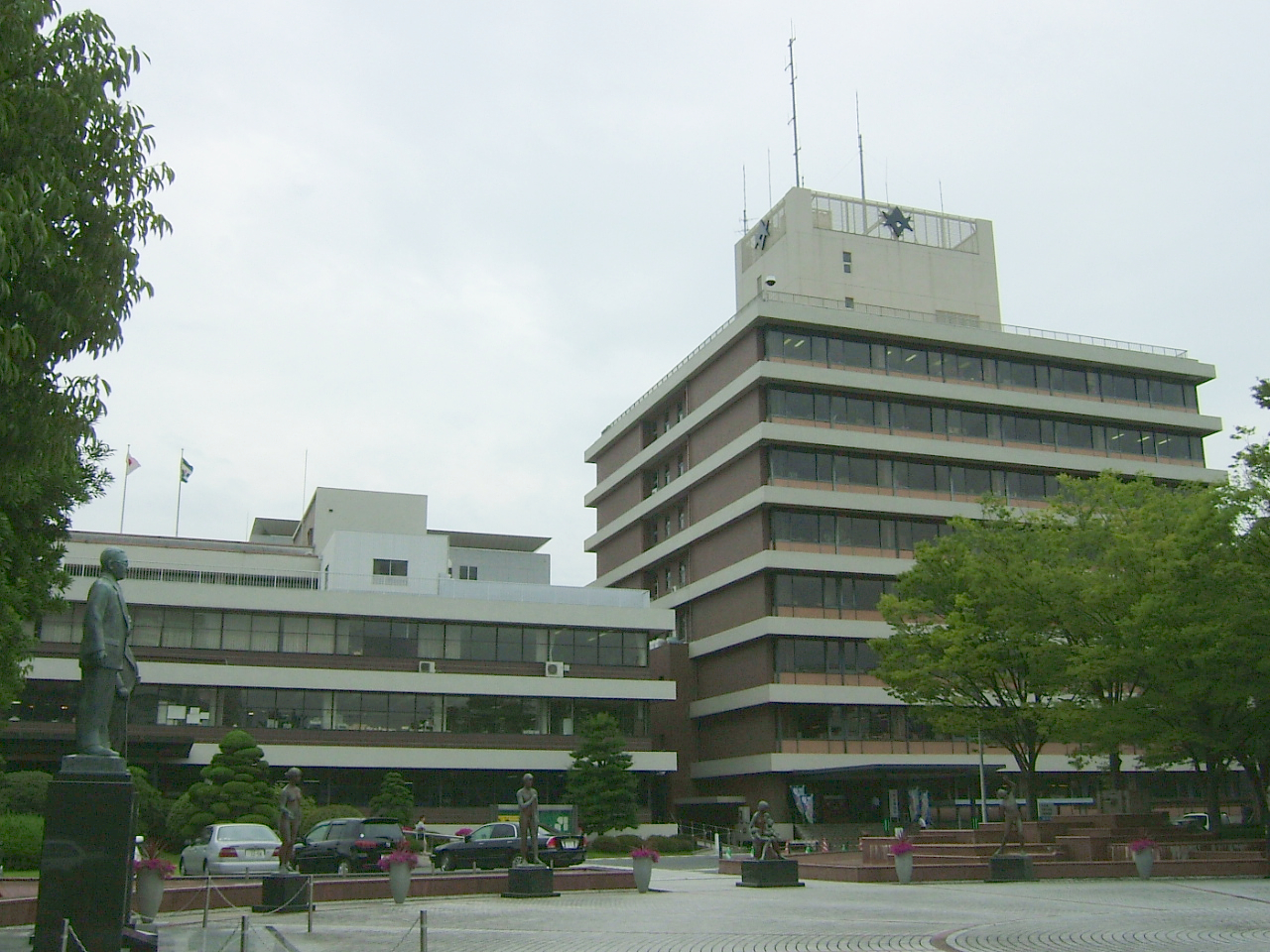
Il municipio di Toyota